# 多爾馬蒂夫卡
46°13′7″N 32°27′49″E / 46.21861°N 32.46361°E
多爾馬蒂夫卡（烏克蘭語：Долматівка）是位於烏克蘭南部的村莊，由赫爾松州斯卡多夫斯克區的多爾馬蒂夫卡市鎮負責管轄。該村面積1.84平方公里，海拔高度13米，2001年人口1,390，人口密度每平方公里755.4人。